# Radwanowice
Radwanowice ist eine Ortschaft mit einem Schulzenamt der Gemeinde Zabierzów im Powiat Krakowski der Woiwodschaft Kleinpolen in Polen.

## Geografie
Radwanowice liegt auf einem Hügel der Krakau-Tschenstochauer Jura, um 20 km westlich von Krakau und 7 km östlich von Krzeszowice. Die Nachbarorte sind Kobylany und Brzezinka im Osten, Rudawa im Süden, Pisary im Südwesten, Dubie im Westen, sowie Szklary im Norden.

## Geschichte

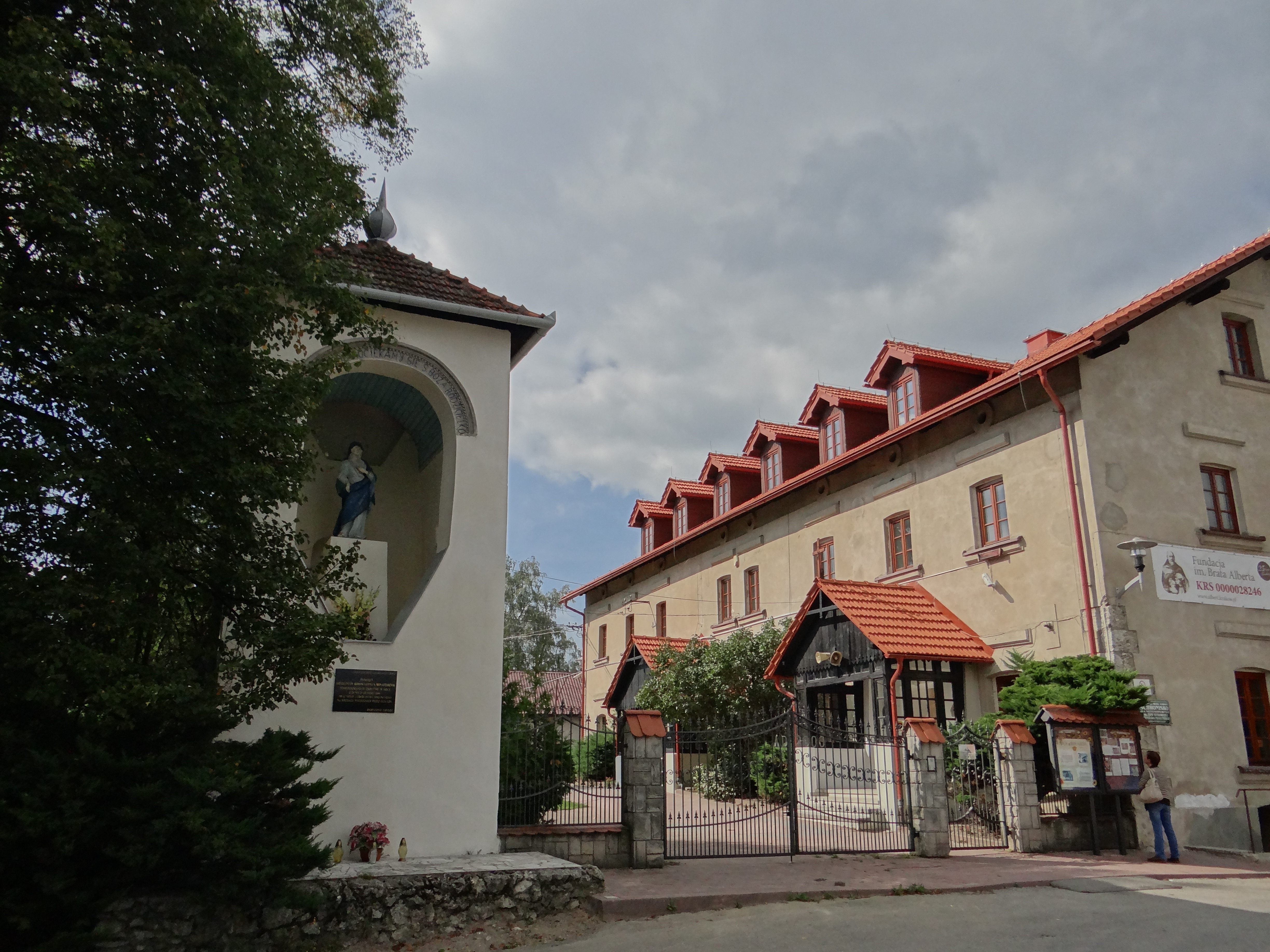
Gutshof in Radwanowice

Das Haufendorf Vill(am) Radwanowicz wurde im Jahr 1329 im Gründungsprivileg des Dorfs Szklary erstmals urkundlich erwähnt. Es wurde auch etwa damals nach dem deutschen Recht reorganisiert. Der Name, früher auch besitzanzeigende Radwanow im Jahr 1400, ist patronymisch abgeleitet vom Personennamen Radwan (≤ Radowan ≤ Radosław, Radomił und dergleichen) mit dem typischen westslawischen Suffix -(ow)ice. Laut einer Legende wurde das Dorf vom Ritter Radwan aus dem Milieu des Herzogs Bolesław II. gegründet, der zusammen mit dem Ritter Paczołt (siehe Paczółtowice) am Mord am heiligen Stanislaus von Krakau teilnahm. Einige Historiker verbinden die Entstehung des Dorfs eher mit der ritterlichen Familie aus Masowien, die ab dem 13. Jahrhundert im Besitz der Orte im sogenannten Radwanitenkorridor, südlich der Weichsel, war. Das Dorf war eindeutig älter als die erste Erwähnung: Im Jahr 1400 hatte Radwanow schon 35 Gutsherren, deren Nachkommen von Jan Długosz als verarmte Quasibauern beschrieben wurden. Dieses dauerte bis zum Ende des 18. Jahrhunderts. Im 17. Jahrhundert wurden einige Mitglieder der örtlichen Gutsherren zu den Raubrittern.
Bei der dritten Teilung Polens wurde Radwanowice 1795 Teil des habsburgischen Kaiserreichs. Die Österreicher nahmen die Titel und Diplome von der Mehrheit der 44 adeligen Familien weg. In den Jahren 1815–1846 gehörte das Dorf zur Republik Krakau, 1846 wurde es als Teil des Großherzogtums Krakau wieder in die Länder des Kaisertums Österreich annektiert. Ab dem Jahr 1855 gehörte Radwanowice zum Bezirk Chrzanów. Die Grenze zu Kongresspolen verlief nördlich des Dorfs (vor dem Dorf Szklary). In Radwanowice stationierte die österreichischen Militärpolizei und Steuergarde.
1918, nach dem Ende des Ersten Weltkriegs und dem Zusammenbruch der k.u.k. Monarchie, wurde Radwanowice Teil Polens. Unterbrochen wurde dies durch die Besetzung Polens durch die Wehrmacht im Zweiten Weltkrieg. Es gehörte dann zum Distrikt Krakau im Generalgouvernement. In der Nacht vom 20. zum 21. Juli 1943 wurde das Dorf von 2000 Mitgliedern der SS, Militärpolizei, sowie der Wehrmacht angegriffen. Als Rache für Aktivität der örtlichen Heimatarmee wurden 30 Dorfbewohner, einschließlich die Familie des Schultheiß, öffentlich erschossen. 1984 wurde das Dorf mit dem Orden Krzyż Walecznych (Kampfkreuz) geehrt.
Von 1975 bis 1998 gehörte Radwanowice zur Woiwodschaft Krakau.